# Reação internacional à eleição presidencial brasileira de 2010

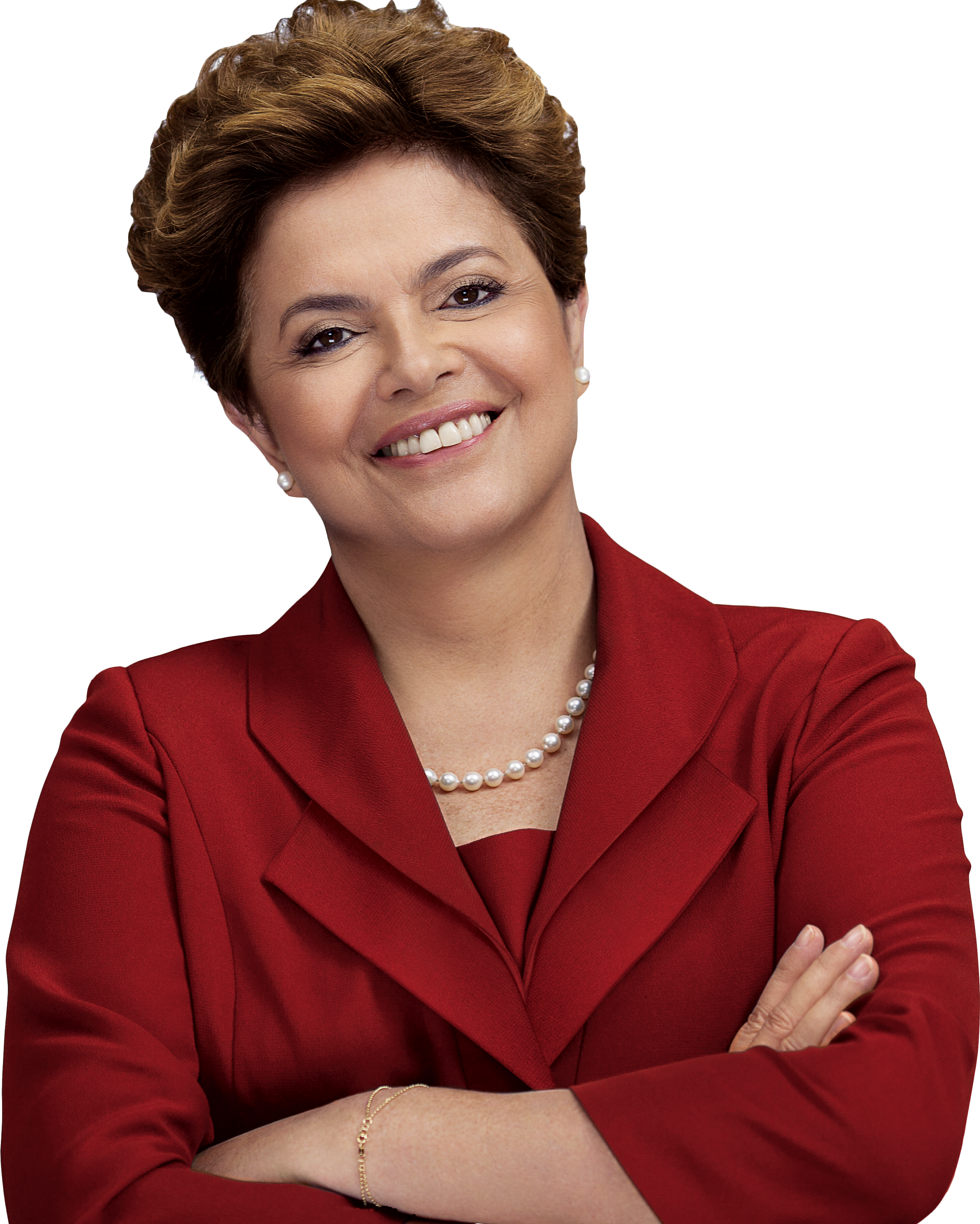
Dilma Rousseff, presidente eleita da República Federativa do Brasil.

Em 31 de outubro de 2010, com a eleição de Dilma Rousseff, líderes brasileiros e mundiais comentaram a eleição da primeira mulher a ir para a Presidência do Brasil. No segundo turno da eleição, a petista obteve 56% dos votos válidos, contra 44% de José Serra (PSDB). Segundo o divulgado, mais de 140 jornalistas estrangeiros vieram ao país para fazer uma maior cobertura da votação

## Países

### Américas
- Argentina: A presidente argentina telefonou a Dilma para felicitá-la pela vitória e para dar as boas vindas ao "clube das companheiras de gênero". Cristina também teria falado com o presidente Luiz Inácio Lula da Silva para felicitá-lo pelo desempenho do PT e para agradecer pelo papel desempenhado pelo Brasil na América Latina. Kirchner parabenizou Dilma "pelo triunfo popular obtido no segundo turno, que a consagra como a primeira mulher a ser chefe de Estado da República Federativa do Brasil". A Argentina também tem expectativas de receber uma visita de Dilma em dezembro, para participar da cúpula Ibero-Americana, ao lado de Lula. Na imprensa, a eleição brasileira em geral teve grande destaque, as emissoras Todo Noticias e C5N transmitiram ao vivo os pronunciamentos de Dilma e Serra, além de terem interrompido suas programações minutos antes para noticiar a vitória petista. A mesma obertura destacou-se em rádios chilenas, bolivianas e uruguaias, além das primeiras páginas dos jornais argentinos destacarem a vitória da primeira mulher eleita presidente do Brasil. O Clarín, o maior do país, não perdeu a oportunidade para fazer alusão à mandatária Cristina Kirchner. "Também no Brasil, uma mulher chegou à Presidência", escreveu em letras garrafais sobre o resultado da votação. "Dilma Rousseff, com o apoio crucial de Lula, a quem sucede, derrotou por 12 pontos o opositor José Serra. Tem 62 anos e acaba de superar um câncer. À noite, prometeu erradicar a miséria, uma estrita liberdade de imprensa e revalorizar os direitos humanos", sintetizou o periódico. O jornal publicou cinco páginas sobre o assunto e ainda fez uma análise sobre "o desafio de governar com a sombra de Lula". O La Nación estampou em sua capa foto de uma Dilma vibrante empunhando o polegar: "Dilma Rousseff, a primeira presidenta do Brasil". Depois que Cristina Kirchner chegou ao poder, em 10 de dezembro de 2007, a imprensa argentina trocou a palavra "presidente" para "presidenta", embora no espanhol, assim como no português, a grafia não seja correta. Além dos resultados eleitorais deste domingo, o jornal também publicou análises sobre o futuro do governo: "uma clara ratificação do rumo de Lula.", além de publicar duas amplas páginas sobre o processo eleitoral no Brasil e uma entrevista com o assessor de assuntos internacionais de Lula, Marco Aurélio Garcia, na qual afirma que "Dilma terá uma política muito ativa na América Latina". "Ganhou Dilma e abre segunda etapa do modelo de Lula", disse o El Cronista. O Ámbito Financiero, por sua vez, optou pela ironia: "Ganhou Dilma em Brasil (Obrigada, Lula)". O jornal comentou que a vitória de Dilma já estava prevista graças "à enorme popularidade de seu pai político", Lula. "Foi uma batalha desigual", repetiu o jornal à queixa de José Serra, que a classificou de "resume perfeito da disputa eleitoral entre Dilma e Serra".[1][3][4][5][6]

- Bolívia: O presidente Evo Morales, qualificou de "triunfo da democracia latino-americana e uma aposta pela mudança" a eleição de Dilma, segundo a Agência Boliviana de Informação (ABI). No domingo, o mandatário boliviano teria seguido o noticiário sobre o pleito brasileiro "com atenção".[3][5]

- Chile: O presidente chileno Sebastián Piñera telefonou para congratular Dilma. No país também houve grande destaque da mídia com a eleição.[7][5]

- Colômbia: Juan Manuel Santos felicitou Dilma em 1º de novembro, por meio de um telefonema. "O Brasil é, sem dúvida, um parceiro fundamental não somente para a Colômbia, mas para a região e para o mundo, neste momento em que estamos certos de que será a década da América Latina", disse ele, também revelando por meio de um comunicado do Palácio de Nariño, após felicitar "o povo irmão do Brasil pelo sucesso da jornada democrática".[1][8][9][4]

- Costa Rica: O país expressou ao Brasil o seu "mais cálido reconhecimento", e finalizou a carta com: "O governo da Costa Rica expressa seu convencimento de que Brasil e Costa Rica continuarão aprofundando suas tradicionais relações de amizade e cooperação, assim como uma agenda comum de valores e propósitos compartilhados nos planos bilateral, regional e mundial".[10]

- Cuba: O governo de Cuba somou-se às felicitações à Dilma e disse esperar que, com a futura presidente, cresçam as relações econômicas e políticas "muito boas" conquistadas com o presidente Luiz Inácio Lula da Silva. "As relações de Cuba com o Brasil são muito boas, tanto no aspecto político quanto no econômico. Esperamos que com a presidente Dilma, que aproveitamos para felicitá-la, continuem se desenvolvendo" disse o ministro de Comércio Exterior e Investimento Estrangeiro, Rodrigo Malmierca.[8]

- El Salvador: "Hoje se cumpriu uma jornada inesquecível para o povo brasileiro, que elegeu pela primeira vez em sua história uma mulher para dirigir os destinos dessa grande nação". "Em meu nome, no da primeira-dama da República, minha querida esposa Vanda [brasileira], e de meu filho Gabriel, que é também cidadão brasileiro, assim como em nome do povo e do governo de El Salvador, faço chegar nossas felicitações e demonstrações de afeto", foi o que disse o presidente salvadorenho, Mauricio Funes. Ele não só escreveu mensagem cumprimentando Dilma, publicada no site oficial de seu governo, como aparece na mesma página numa foto à frente da bandeira do PT. "O  Brasil é hoje a vanguarda mundial de uma nova ordem democrática, popular, progressista e humanista", afirmou na mensagem, após apontar que o governo petista soube, até aqui, conciliar os interesses de diferentes classes sociais.[4][1][11]

- Estados Unidos: Em telefonema, o presidente dos Estados Unidos, Barack Obama, parabenizou Dilma por sua "vitória histórica" e elogiou o povo brasileiro "por sua fé e seu compromisso com a democracia". Segundo nota da Casa Branca, Obama também ressaltou "a excelente relação de trabalho entre os Estados Unidos e o Brasil e seu compromisso em aprofundar essa cooperação e explorar novas áreas de colaboração". Obama disse a Dilma que "espera encontrá-la em breve" e quer trabalhar de maneira mais próxima em áreas como energias limpas, crescimento global, assistência à reconstrução do Haiti e outras questões de importância global. O presidente estadunidense ainda ressaltou que o processo eleitoral brasileiro é considerado "exemplar". Para o jornal New York Times, Dilma enfrenta agora algumas tarefas "monumentais" que Lula deixou inacabadas: "arrumar o problemático sistema educacional do país, melhorar os padrões de saúde e saneamento para milhões, e transformar o Brasil no tipo de nação desenvolvido que o país vislumbra se tornar." E  afirma: "Eleita, Dilma terá que agradecer a Lula, o mais propular presidente do Brasil desta geração, por transformar uma sensata burocrata e ex-estudante militar sem experiência em cargos eletivos em sua sucessora", diz o jornal. Analistas ouvidos pelo jornal alertam, porém, para a tentação do novo governo de que, "agora que o Brasil está indo bem, o Estado poderia se envolver mais nessas oportunidades econômicas, como no setor de petróleo". Além disso, dizem, o perfil positivo do Brasil no cenário internacional também pode cair com Dilma como líder. "Ela não possui o carisma de Lula e mostrou pouca inclinação para entrar nas arenas diplomáticas globais em que Lula construiu um nome para si e para a nação."[1][8][12][7][13]

- México: O presidente mexicano, Felipe Calderón, também cumprimentou, Dilma por sua vitória e disse esperar trabalhar em conjunto pela integração da América Latina. Calderón convidou-a para visitar o México expressando seu interesse em "fortalecer a relação bilateral e em trabalhar de maneira conjunta pela integração da América Latina", destacou um comunicado.[8][7]

- Paraguai: Fernando Lugo, presidente paraguaio disse que o "triunfo" de Dilma "beneficiará muito o Paraguai", segundo afirmou o ministro da Justiça do país, Humberto Blasco. Para Lugo, a vitória da petista é a "garantia de que as negociações com o Brasil em relação à hidrelétrica de Itaipu vão continuar", como declarou o secretário da Presidência, López Perito. "O presidente espera que, após a posse de Dilma, sejam retomadas todas as conversações", afirmou. Segundo López Perito, a eleição de Dilma é "motivo de alegria para todos os paraguaios".[1][8][14][15]

- Uruguai: O presidente José Mujica, parabenizou por telefone Dilma Rousseff. O líder uruguaio, que estava tentando ligar para Dilma desde o dia 31 de outubro à noite, conseguiu conversar com ela em 1º de novembro. Ele expressou seu "interesse em manter contato entre os dois países", assinalaram as fontes.[16]

- Venezuela: "Irmã, companheira, bem-vinda a este clube.", "Você vem de longe, companheira, te conheço. Sabemos de onde você vem, da batalha pelo Brasil, da batalha dura. Uma mulher patriota." e "Ela se converterá, como a Cristina (Kirchner), em uma gigante.", foram algumas das declarações do presidente Hugo Chávez, ao enviar suas mais "efusivas felicitações" a Dilma, cuja vitória considera uma "garantia" para que o "processo de união dos povos" da América do Sul se consolide. Após as declarações dads em seu programa de TV na estatal venezuelana, Chávez finalizou sua homenagem à Dilma com a frase: "Alô presidente."[1][8][7][17][3][4]

### Ásia
- China: O governo chinês parabenizou a presidente eleita pela vitória e expressou o desejo de que os dois países mantenham as atuais boas relações bilaterais. O presidente, Hu Jintao, enviou uma mensagem de felicitação a Dilma, mostrando sua intenção de "manter os esforços para que China e Brasil continuem tendo profundas relações diplomáticas", destacou em entrevista coletiva o novo porta-voz de Assuntos Exteriores chinês, Hong Lei. É provável que Dilma tenha seu primeiro contato com os líderes chineses na próxima Cúpula do G20 em Seul, quando acompanha o presidente Luiz Inácio Lula da Silva. Em 2010, a China ultrapassou os Estados Unidos e se tornou o maior parceiro comercial do Brasil[18][19]

- Irão: Mahmoud Ahmadinejad disse que tem "confiança de que o Brasil seguirá progredindo e se desenvolvendo rapidamente durante seu mandato", em carta enviada a Dilma Rousseff, segundo informou a agência estatal de notícias iraniana em 1º de novembro.[1][20]

### Europa
- Alemanha: A chanceler, Angela Merkel, parabenizou "de todo coração" a presidente pela vitória, e convidou a futura governante brasileira a visitar a Alemanha. "Alemanha e Brasil estão tradicionalmente unidos por relações extraordinárias e amistosas. Me alegro de poder continuar aprofundando com a senhora a parceria entre nossos países e de cooperar na superação dos desafios globais", assinala uma mensagem de Merkel divulgada pela Chancelaria Federal. "Para mim, seria uma grande alegria poder cumprimentá-la como minha hóspede na Alemanha". Por fim, a chefe do Governo alemão desejou a Dilma "força, segurança e uma mão afortunada" para exercer seu novo cargo.[21]

- Bulgária: Por sua vez, o presidente búlgaro, Gueorgui Parvanov, convidou Dilma a visitar a Bulgária, o país de origem de seu pai. Parvanov destacou, em sua mensagem de felicitação, que a campanha e a eleição no Brasil foram acompanhadas com "um enorme interesse na Bulgária". "A vitória de Dilma Rousseff encheu de orgulho o povo búlgaro" completou. Tamanha foi a euforia na Bulgária por uma filha de búlgaros ser a favorita nas pesquisas de opinião para se tornar presidente, que a divulgação das notícias da campanha eleitoral e resultados eram divulgados diariamente na mídia búlgara.[8][22]

- Espanha: José Luiz Zapatero, primeiro-ministro do país disse: "Seguiremos trabalhando para que as relações entre nossos dois países continuem em um nível magnífico." O jornal El País ressalta o importante momento da economia do Brasil no cenário mundial. "Rousseff se converterá, aos 62 anos, na primeira presidente mulher do Brasil, e terá pela frente uma tarefa formidável em um dos países que melhor representa a emergência de novas potências mundiais." "Lula, que a elegeu como candidata presidencial contra a opinião de muitos de seus companheiros do PT, foi um elemento decisivo na vitória, mas, como mantém o ex-ministro e sociólogo Roberto Mangabeira Unger, 'agora começa um momento destino, com uma pessoa diferente e com um trabalho que terá suas próprias exigências'", diz o periódico.[1][3][4][23][13]

- França: Nicolas Sarkozy declarou que "esta vitória demonstra o reconhecimento do povo brasileiro pelo trabalho considerável que ela tem desenvolvido com o presidente Lula para o Brasil tornar-se um país moderno e mais justo. Ela também traduz a confiança que o povo brasileiro deposita nela para prosseguir e aprofundar esse riquíssimo e alentado projeto. Nesta caminhada, o presidente da República garante à senhora Dilma Rousseff que poderá continuar contando com a amizade e o apoio indefectíveis da França.", além de afirmar que "França e Brasil compartilham os mesmos valores e uma visão comum do mundo". Além disso, para ele, os dois países "estão convencidos de que é urgente combater as mudanças climáticas" e "acreditam em um multilateralismo renovado para organizar o mundo multipolar, levando em consideração as realidades do século XXI". O jornal Le Monde destaca os benefícios do apoio de Lula à candidatura de Dilma. "A herdeira politica de Lula, presidente que se beneficia de uma popularidade recorde, era dada como vencedora por todas as pesquisas após o primeiro turno. A sobrevivente de câncer de 62 anos apostou, durante a campanha, no balanço econômico dos anos de Lula, que registraram um crescimento espetacular, permitindo que milhões de brasileiros saíssem da pobreza." "Desprovida de carisma mas com reputação de 'dama de ferro' quando estava no governo, Dilma Rousseff foi presa e torturada no começo dos anos 70, combatendo a ditadura militar. Quase desconhecida há alguns meses, essa tecnocrata deve sua ascensão ao apoio ativo do presidente que deixa o cargo. [...] Dilma assegurou que, se eleita, manteria uma relação 'íntima e forte' com seu mentor", afirma o diário.[1][3][4][24][13]

- Itália: O chefe de Estado do país, Giorgio Napolitano, parabenizou Dilma, dizendo que sua vitória tem "um alto valor simbólico para todas as mulheres, não somente as brasileiras, mas de todo o mundo". "Estou convencido de que seu exemplo constituirá um importante estímulo para a plena participação do mundo feminino no avanço do processo democrático e civil de seus países", assinalou Napolitano em uma mensagem à Dilma, na qual enviou "as mais calorosas e sentidas congratulações". O presidente italiano afirmou que ambas nações estão ligadas por "antigos vínculos de povo, história e cultura", e declarou estar convencido de que "poderemos valorizar juntos o que nos une, aprofundando as relações bilaterais e intensificando a cooperação multilateral". "Estou certo de que sob sua liderança, a República Federativa do Brasil, na esteira dos sucessos históricos já alcançados, consolidará posteriormente o próprio desenvolvimento e, graças ao dinamismo de sua economia, saberá garantir maior bem-estar ao seu povo", continuou ele, que também afirmou que a Itália olha o Brasil como "um ator de primeiro plano na cena internacional" e "um parceiro determinante para assegurar ao mundo um desenvolvimento pacífico, sustentável e sólido", e fez votos para encontrar Dilma pessoalmente "em um futuro próximo". O secretário do Partido Democrata (a maior força de oposição ao governo do premier Silvio Berlusconi), Pier Luigi Bersani, também felicitou a presidente eleita em uma carta, enviando "em um momento tão importante" "as mais sentidas congratulações". Já o presidente da Federação dos Verdes da Itália, Angelo Bonelli, disse que os membros da agremiação "não estão entusiasmados" com a vitória de Dilma, comentando que Lula "sacrificou em nome do PIB a floresta Amazônica", que no governo atual "foram alcançados os níveis mais altos de desmatamento e violações dos direitos humanos contra as populações indígenas" e houve investimentos nucleares e a construção de grandes represas na Amazônia.[25]

- Portugal: O presidente português felicitou Dilma pela eleição, e disse que isso representará "constituirá uma renovada oportunidade de aprofundamento do nosso relacionamento e da nossa concertação estratégica. Pode, Vossa Excelência, contar com o meu firme empenho pessoal nesse sentido." Cavaco Silva disse ainda esperar uma visita dela a Portugal 'brevemente'. "Peço-lhe que aceite os votos que formulo pela felicidade pessoal de Vossa Excelência e pela continuada prosperidade e progresso do povo irmão brasileiro", concluiu o presidente. De acordo com o jornal "Público", o primeiro-ministro português, José Sócrates, também já parabenizou a presidente eleita.[1][4][3]

- Rússia: O governo russo também comentou a vitória petista no Brasil. "Aceite minhas sinceras felicitações por ocasião de sua convincente vitória nas eleições presidenciais" declarou o presidente Dmitri Medvedev, em mensagem dirigida à nova presidente. Ele também elogiou "os importantes resultados alcançados no desenvolvimento das relações de amizade e de cooperação entre Rússia e Brasil", e mostrou-se "pronto" para continuar com esta associação, segundo o comunicado do Kremlin.[8]

## Organizações
- Comissão Europeia: presidente da CE, José Manuel Durão Barroso, parabenizou Dilma e destacou o "significado histórico" da escolha da primeira mulher para governar o país. Em carta, Barroso recorda que recebeu a vencedora do pleito em Bruxelas em junho, quando ainda era candidata, e convida Dilma para uma nova visita, agora como chefe de Estado. "O Brasil é um lugar estratégico de primeira importância para a União Europeia. Compartilhamos valores comuns e objetivos estratégicos, tanto no que diz respeito a questões econômicas e financeiras, quanto na mudança climática e na liberalização do comércio mundial", assegura ele. "É bom para a União Europeia (UE) um Brasil forte, capaz de contribuir para a resolução dos problemas globais, para uma estabilidade e prosperidade da América Latina e para um aumento das nossas relações bilaterais", acrescenta.[3][26]

- FIFA: Dilma recebeu os parabéns do presidente da organização, Joseph Blatter. Nos próximos anos, os dois devem ficar mais próximos, já que será Dilma a presidente quando o Brasil receber a Copa do Mundo em 2014 e terá que administrar os preparativos para o evento. Em carta, Blatter disse ser uma "honra" parabeniza-la pela vitória, além de destacar o legado que o Mundial pode deixar para o país. “Tenho certeza de que a Copa do Mundo da FIFA Brasil 2014 representará um importante impulso para o desenvolvimento a longo prazo e duradouro nas áreas de serviços sociais, cultura e educação e de que a força do futebol terá uma influência positiva sobre a sociedade brasileira", afirmou ele.[27]

- Organização dos Estados Americanos: O secretário-geral da OEA, José Miguel Insulza, parabenizou através de uma carta a presidente eleita, Dilma, e qualificou as eleições no país como "exemplares", pois refletiram a vocação democrática dos brasileiros. Na carta, o titular da OEA afirmou que a eleição de Dilma como a primeira mulher presidente no Brasil "constitui um ato de justiça e torna a democracia mais completa e perfeita". Além disso, o órgão ainda citou a erradicação da pobreza que, por ser prioridade no governo Rousseff, tem o total apoio da OEA.[28]